# La colpa del marinaio
La colpa del marinaio (Hunted) è un film del 1952 diretto da Charles Crichton. Il film vinse il Giuria internazionale dei giornalisti al Festival di Locarno.

## Trama
Chris Lloyd è in fuga per le strade di Londra perché ricercato per l'assassinio dell'amante di sua moglie; il piccolo Robbie Campbell, di non ancora sette anni, è in fuga perché è convinto (ed è in errore) di aver dato fuoco alla propria casa, e teme le punizioni corporali che il suo padre adottivo usa infliggergli. I due si incontrano nella cantina di un edificio dismesso della città.
Nel corso della loro fuga comune lungo le contrade della Gran Bretagna, mentre Chris sviluppa affetto verso il bambino che inizialmente era visto come una sorta di impedimento, Robbie incontra nell'assassino una figura maschile adulta di riferimento, cosa che non poteva dirsi dell'abusivo padre adottivo.
Dopo diverse peregrinazioni, Chris - in un villaggio scozzese - si impadronisce di un peschereccio, e, insieme al bambino, si allontana dalla costa nel tentativo di uscire dalle acque territoriali e mettersi almeno momentaneamente in salvo; una volta a bordo, tuttavia, si rende conto che Robbie è piuttosto seriamente malato. Vira quindi l'imbarcazione di 180° e torna indietro, consapevole del fatto che ivi sarà atteso dalla polizia, ma anche del fatto che a Robbie potranno essere prestati soccorsi. 

## Riconoscimenti
- Premio della Giuria internazionale dei giornalisti 1952 al Festival di Locarno